# Straßenverkehr

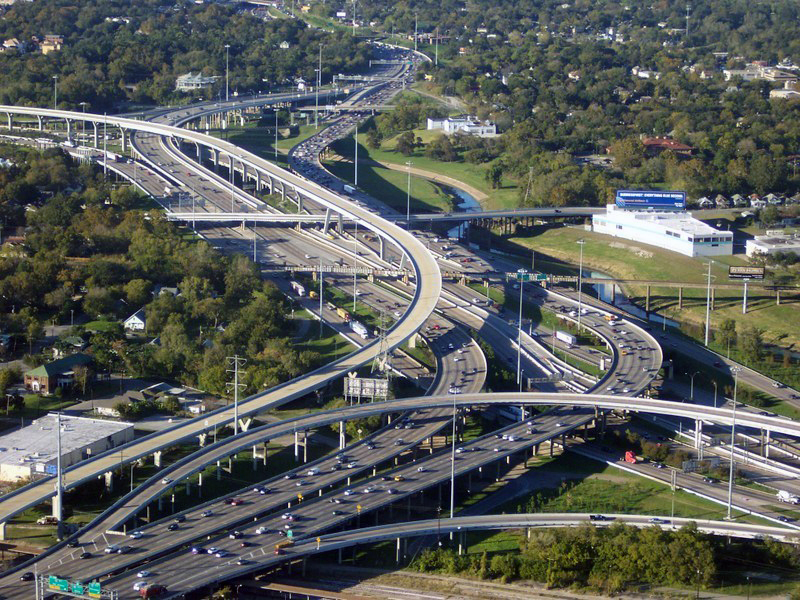
Fernstraßenverkehr auf den Autobahnen I-10 und I-45 nördlich von Houston im US-Bundesstaat Texas

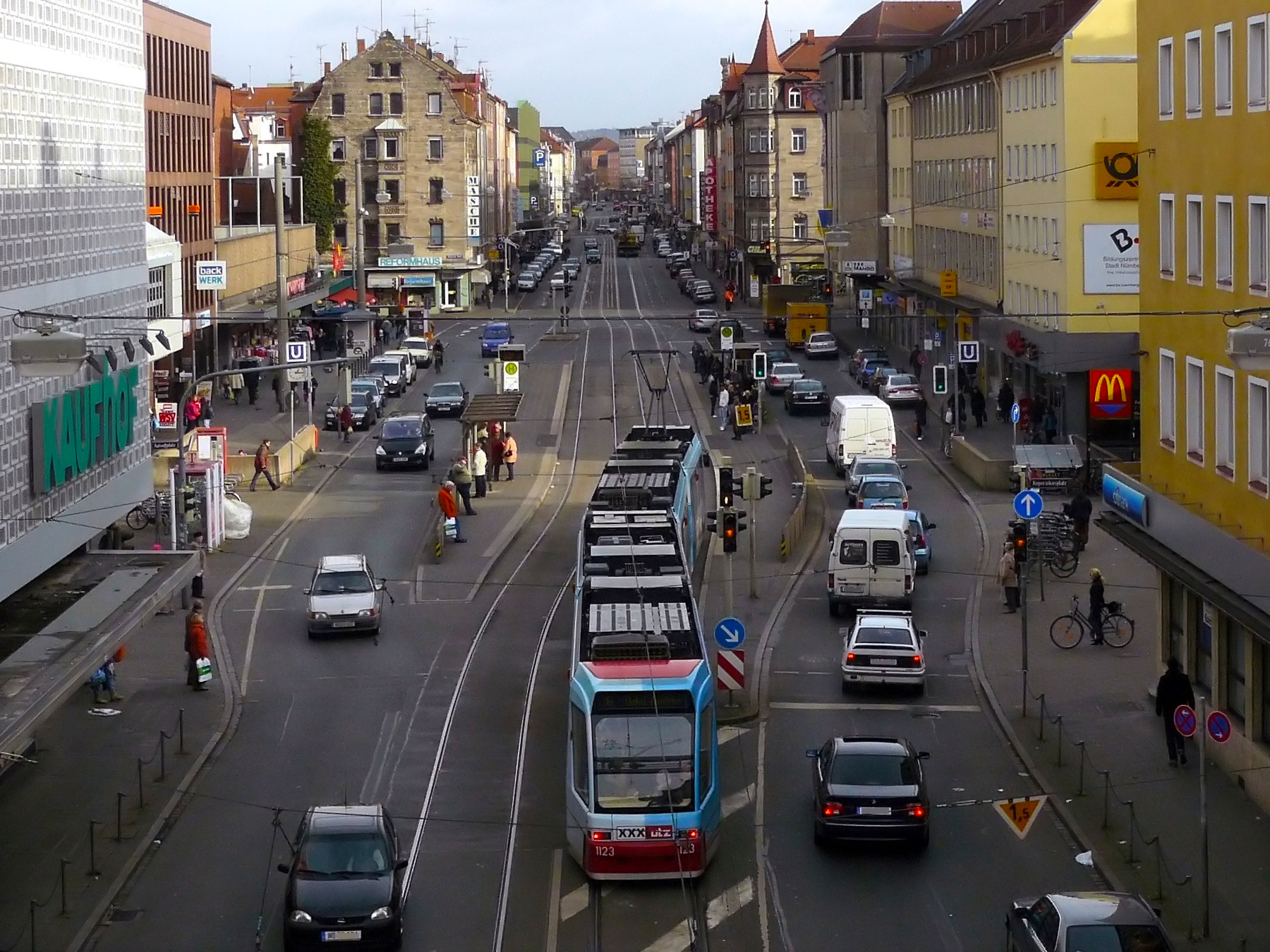
Innerstädtischer Straßenverkehr auf der Landgrabenstraße in Nürnberg

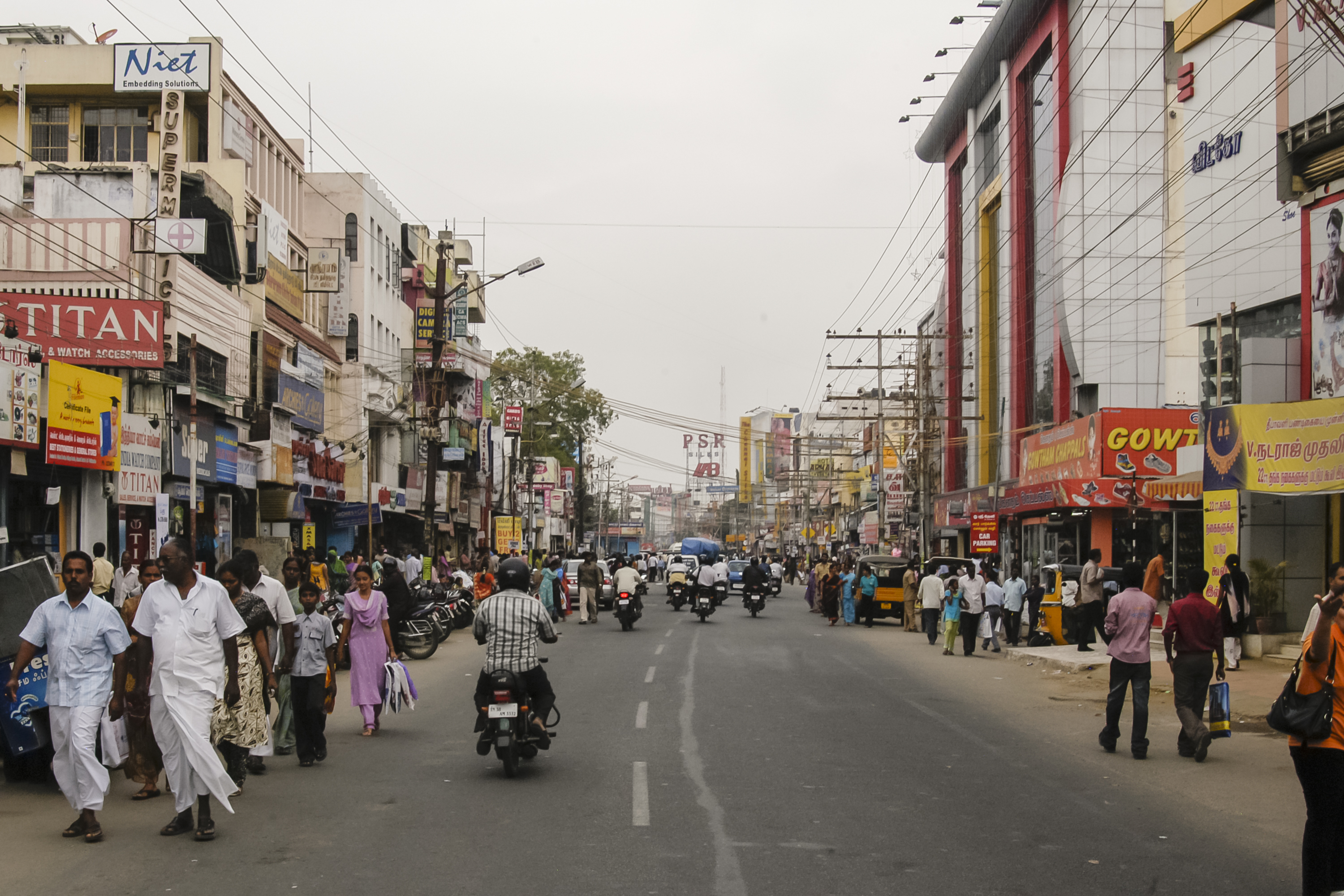
Zufußgehende und Motorräder in Indien

Der öffentliche Straßenverkehr findet auf allen Flächen statt, die durch Bundes-, Landes- oder Kommunalrecht der Allgemeinheit gewidmet sind (öffentlich rechtlicher Verkehrsraum). Auch nicht gewidmete Verkehrsflächen (tatsächlich oder bedingt öffentlicher Verkehrsraum) wie das Tankstellengelände, die der Allgemeinheit zu Verkehrszwecken offenstehen, werden hierunter zusammengefasst. Verkehrsteilnehmer ist jeder, der diese Flächen benutzt.
Areale wie das Betriebs- oder Privatgelände, die durch Schranken oder andere bauliche Maßnahmen den allgemeinen Zugang ausschließen, zählen nicht zum öffentlichen Verkehrsraum. Die Straßenverkehrs-Ordnung, das Straßenverkehrsgesetz und die Fahrerlaubnis-Verordnung finden grundsätzlich auf diesen Flächen keine Anwendung.
Zum Verkehrssystem Straßenverkehr gehören die Verkehrswege, Verkehrsmittel und weitere Einrichtungen wie Tankstellen, Parkplätze und Parkhäuser.
Der Straßenverkehr wird durch Fußgänger, durch muskelkraftbetriebene Fahrzeuge (z. B. Fuhrwerke, Fahrräder) und durch Motorkraft bewegte Fahrzeuge (Kraftfahrzeuge) wahrgenommen. Staatliche Einrichtungen, wie das Kraftfahrt-Bundesamt, die Bundesanstalt für Straßenwesen, das Bundesamt für Güterverkehr oder die Polizei, überwachen den Verkehr und Gerichte geben Rechtssicherheit. Auch Pannenhilfen, Tankstellen, Werkstätten, Fahrschulen, Zubehörläden, Verkehrsclubs und Fachjournale sind wichtige Akteure.
In den meisten Fällen ist die öffentliche Hand für das Straßennetz zuständig. Motorverkehrsmittel gehören hingegen meist Unternehmen oder Privatpersonen.
Theoretische Modelle zur Beschreibung des Straßenverkehrsflusses sind beispielsweise das Fundamentaldiagramm sowie das Nagel-Schreckenberg-Modell.

## Bedeutung
Im Rahmen der Motorisierung wurde der Straßenverkehr erst nach dem Zweiten Weltkrieg immer bedeutender. Zuvor war die Eisenbahn für nahezu 100 Jahre das Hauptverkehrsmittel. Der Straßenverkehr war nur als Zubringer und Verteiler wichtig. Heute ist in den meisten Ländern der Straßenverkehr die wichtigste Verkehrsart. Für moderne Volkswirtschaften und die Mobilität der Bürger ist ein leistungsfähiges Straßenverkehrssystem unabdingbar.
In Deutschland fanden 2018 knapp 89 % der Leistung im Personenverkehr und 2021 ca. 80 % im Güterverkehr über Straßen statt.
Die Effektivität des Straßenverkehrs sank z. B. in der Schweiz, da dort immer mehr und zudem auch immer größere Autos unterwegs sind.
Der Straßenverkehr ist eine der wichtigsten Infrastruktureinrichtungen, siehe dazu auch Verkehrsinfrastruktur.

## Verkehrsregeln
Wegen seines hohen Gefährdungspotenzials ist die Teilnahme am Straßenverkehr ordnungsgesetzlich stark reglementiert. In Deutschland sind die wichtigsten gesetzlichen Grundlagen das Straßenverkehrsgesetz (StVG), die Straßenverkehrs-Ordnung (StVO), die Fahrerlaubnis-Verordnung (FeV) und die Straßenverkehrs-Zulassungs-Ordnung (StVZO).

## Gefahren
Menschen
Der Verkehr verursacht viele Sach- und Personenschäden (Verkehrstote und Verletzte). In Deutschland gab es in den 1970er Jahren nach zuvor anhaltender Zunahme seit 1950 einen Höchststand von knapp 20.000 Verkehrstoten pro Jahr, von denen die meisten dem Straßenverkehr zuzurechnen waren. Inzwischen wird nach langanhaltender rückläufiger Entwicklung für das Jahr 2009 nach Angaben des Statistischen Bundesamtes mit der Zahl von 4160 Menschen ein neuer Tiefstand von Straßenverkehrstoten auf deutschen Straßen gemeldet. 2023 war dieser Wert weiter rückläufig mit 2830 Getöteten.  Weltweit kommen etwa 1,2 Mio. Menschen jährlich im Straßenverkehr um. In 29 Ländern der entwickelten Welt gab es 2001 auf 1 Million Einwohner 114 Todesopfer durch Straßenverkehrsunfälle.
Zudem kommt es zu gesundheitlichen Beeinträchtigungen durch Straßenverkehrslärm und Abgase. In Deutschland sterben beispielsweise jährlich etwa 13.000 Menschen frühzeitig infolge von Luftverschmutzung durch den Straßenverkehr; Todesfälle, die potentiell vermieden werden könnten. Diese Zahl ist 3,5 Mal so hoch wie die Zahl der Todesopfer durch Unfälle. Der Reifenabrieb von Autos erzeugt in Deutschland jährlich etwa 100.000 t Mikroplastik, welcher durch Essen wieder im menschlichen Organismus landen kann.
Tiere

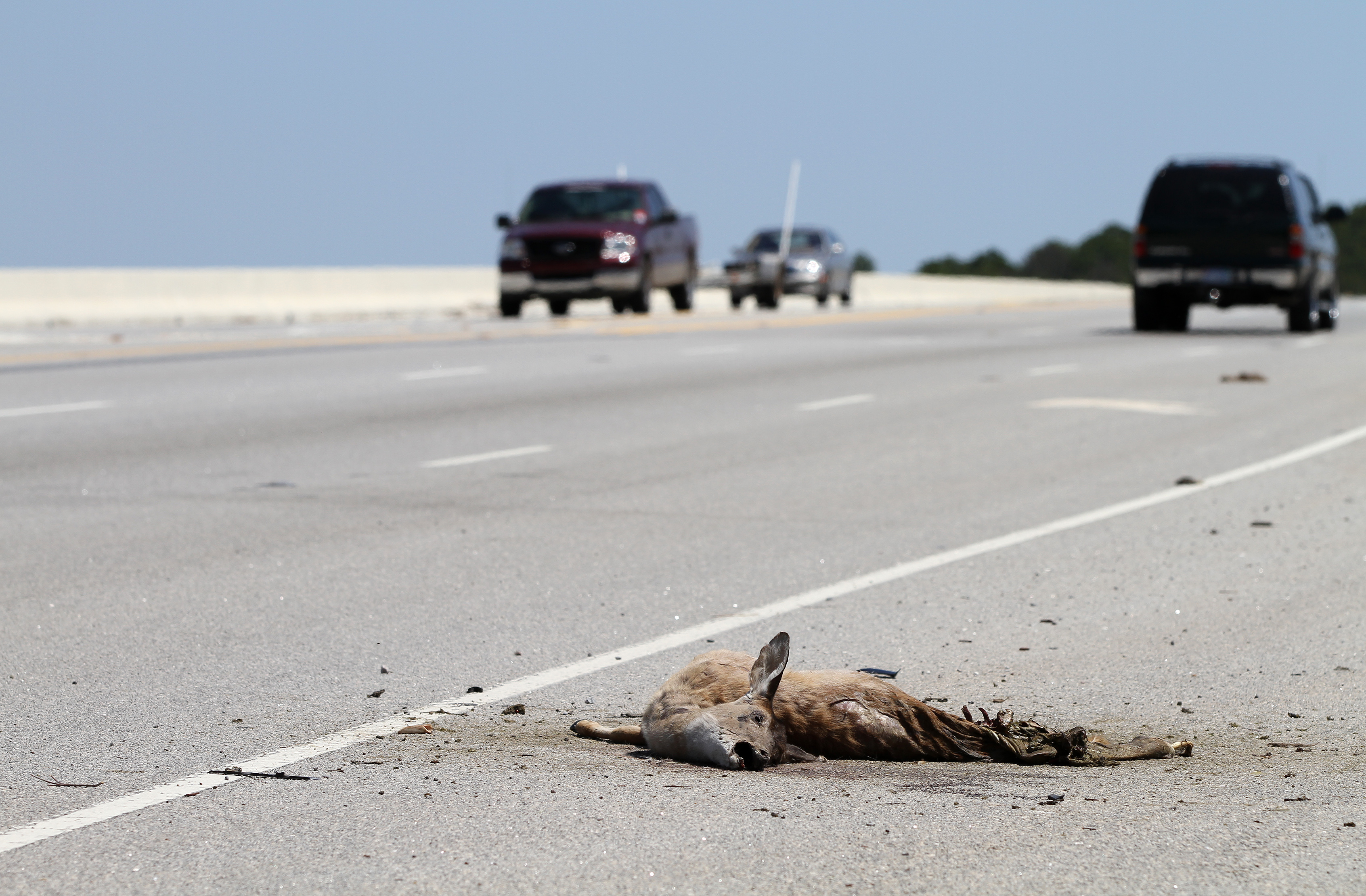
Überfahrene Hirschkuh in South Carolina, USA

- In Deutschland ereigneten sich im Jagdjahr 2014/2015 (April 2014 – März 2015) insgesamt knapp 233.000 Wildunfälle. Dabei entfallen auf das Rehwild rund 194.000 Wildunfälle, auf Wildschweine etwa 21.500, auf Damwild ca. 4000 und auf Rotwild etwa 3200 Unfälle. Gut 212.800 Rehe, Wildschweine und Hirsche ließen 2015 ihr Leben auf deutschen Straßen.
- 2014 kamen insgesamt 72.081 Wildtiere auf Österreichs Straßen zu Tode, 338 Menschen wurden bei Verkehrsunfällen mit Wildtieren schwer verletzt und zwei Menschen starben dabei.
- Jedes Jahr kommen auf den Schweizer Straßen mehrere zehntausend größere Tiere wie Rehe, Füchse, Marder, Igel und weit mehr als 100.000 Amphibien um. Auf Schweizer Straßen werden jährlich über 8000 Rehe getötet. Jedes Jahr gibt es über 100 Verletzte bei Kollisionen mit Tieren.
- Nach einer Abschätzung sterben auf den europäischen Straßen jährlich zwischen 350.000 und 27 Millionen Vögel.
- Durch Reifenverschleiß freigesetztes 6PPD kann Fischsterben verursachen.[12]